# Геотермальна енергетика Чилі
Чилі являє собою одну із найбільших нерозвинутих геотермальних областей у світі. Попри високі показники чилійської економіки наприкінці 1980-х — на початку 1990-х років, геотермальна енергетика в країні не розвивалась і в цій галузі її обійшли такі країни Латинської Америки як Сальвадор і Коста-Рика. Станом на 2015 рік Чилі не виробляє жодної геотермальної енергії.
Перші геотермальні дослідження провели в 1908 році італійці, які проживали в місті Антофагаста, однак лише 1968 року розпочались систематичні дослідження на півночі країни. Подальші дослідження відбулись на хвилі загальносвітових пошуків і розвитку галузі геотермальної енергетики. Пошукові роботи стали наслідком угоди між урядом Чилі і Програмою розвитку ООН, за якою державне агентство Corporación de Fomento de la Producción створило комітет з управління і проведення пошуків на півночі Чилі. Однак ці дослідження припинились 1976 року, коли до влади прийшов уряд воєнної диктатури на чолі з Августо Піночетом і вивів Чилі із цієї програми співробітництва.
Високі ціни на нафту, ненадійність поставок природного газу з Аргентини і постійне зростання потреб в електронергії примусили уряд Чилі далі просувати нові джерела енергії наприкінці 1990-х — у 2000-х роках. Зацікавленість у геотермальній енергетиці призвела до прийняття у 2000 році Закону про геотермальні концесії, який регулює пошуки і експлуатацію геотермальних ресурсів.

## Закон про геотермальні концесії
«Закон про геотермальні концесії» (ісп. Ley de Concesiones de Energía Geotérmica) від 2000 року — це чилійський закон, який регулює геотермальну енергетику. В ньому прописані: геотермальні концесії, тендери, безпека, питання власності і роль держави в галузі геотермальної енергетики. Згідно з цим законом будь-який чилієць або юридична особа, як її визначає чилійське законодавство, може брати участь у тендерах на геотермальні концесії.
Закон відділяє право власності від права на розробку. Права на концесії поділяються на права на пошукові роботи і права на розробку. У законі не йдеться про використання геотермальних вод на потреби медицини і в галузі туризму.